# Maderanertal
Maderanertal è una valle alpina situata nel Canton Uri nella Svizzera centrale. È attraversata dal Chärstelenbach, che è un affluente destro della Reuss, in cui converge a Silenen. La montagna più alta che si affaccia sulla valle è l'Oberalpstock con un'altezza di 3328 m. Altre vette importanti sono lo Schärhorn, il Clariden, il Gross Düssi, il Gross Windgällen, il Gross Ruchen, il Piz Giuv e il Bristen.
La Maderanertal comprende due grandi valli laterali: l'Etzlital e il Brunnital, bagnate rispettivamente dall'Etzlibach e dal Brunnibach (entrambi affluenti di sinistra del Chärstelenbach). L'alta valle è caratterizzata da ampi ghiacciai, tra cui il più grande è il ghiacciaio Hüfi.
La località principale della valle è Bristen, che si trova a un'altitudine di 770 m slm. La località di Golzern, situata vicino al Golzernsee a 1400 metri, è una popolare destinazione turistica nella valle.